# Pilea brachypila
Pilea brachypila är en nässelväxtart som beskrevs av Ignatz Urban. Pilea brachypila ingår i släktet pileor, och familjen nässelväxter. Inga underarter finns listade i Catalogue of Life.